# Angern
Angern ist eine Gemeinde im Landkreis Börde in Sachsen-Anhalt. Sie gehört der Verbandsgemeinde Elbe-Heide an.

## Geografie

### Gemeindegliederung
Ortsteile der Gemeinde sind:
- Angern
- Bertingen
- Mahlwinkel
- Wenddorf
- Zibberick

Als Wohnplätze der Gemeinde sind ausgewiesen:
- Bahnhof Angern-Rogätz
- Johannenhof

### Klima
Der Jahresniederschlag beträgt 505 Millimeter. Die Niederschläge sind extrem niedrig. Sie liegen im unteren Zwanzigstel der in Deutschland erfassten Werte. An 4 Prozent der Messstationen des Deutschen Wetterdienstes werden niedrigere Werte registriert. Der trockenste Monat ist der Februar, die meisten Niederschläge fallen im Juni. Im Juni fallen zweimal mehr Niederschläge als im Februar. Die Niederschläge variieren kaum und sind sehr gleichmäßig übers Jahr verteilt. An nur 6 Prozent der Messstationen werden niedrigere jahreszeitliche Schwankungen registriert.

## Eingemeindungen
Am 1. Januar 2010 wurden die vorher selbständigen Gemeinden Bertingen, Mahlwinkel und Wenddorf eingegliedert. Der damals zu Mahlwinkel gehörende Ortsteil Zibberick wurde zum gleichberechtigten Ortsteil von Angern.

## Post
Das Unternehmen DHL Group / Deutsche Post behandelt das Gemeindegebiet für die Postadressierung unter verschiedenen Postleitzahlen und Ortsnamen. 2019 bestand Angern aus den Orten
- 39326 Angern,
- 39517 Bertingen,
- 39517 Mahlwinkel,
- 39517 Wenddorf und
- 39517 Zibberick.

Mit Stand 2024 wird Zibberick als Straße Dorfstr. in 39517 Mahlwinkel behandelt. Eine Behandlung der gesamten Gemeinde unter dem Gemeindenamen und einer einheitlichen Postleitzahl kann erst erfolgen, wenn die Straßennamen der Gemeinde eindeutig sind; beispielsweise gibt es eine „Dorfstraße“ in Bertingen, Wenddorf und Zibberick.

## Ortsname
Die toponymische Bedeutung des Ortsnamens ist nicht vollständig geklärt. Wahrscheinlich bezieht sich der Ortsname auf das Wort Anger, das so viel wie Wiesengrund bedeutet.

## Politik

### Gemeinderat und Bürgermeister

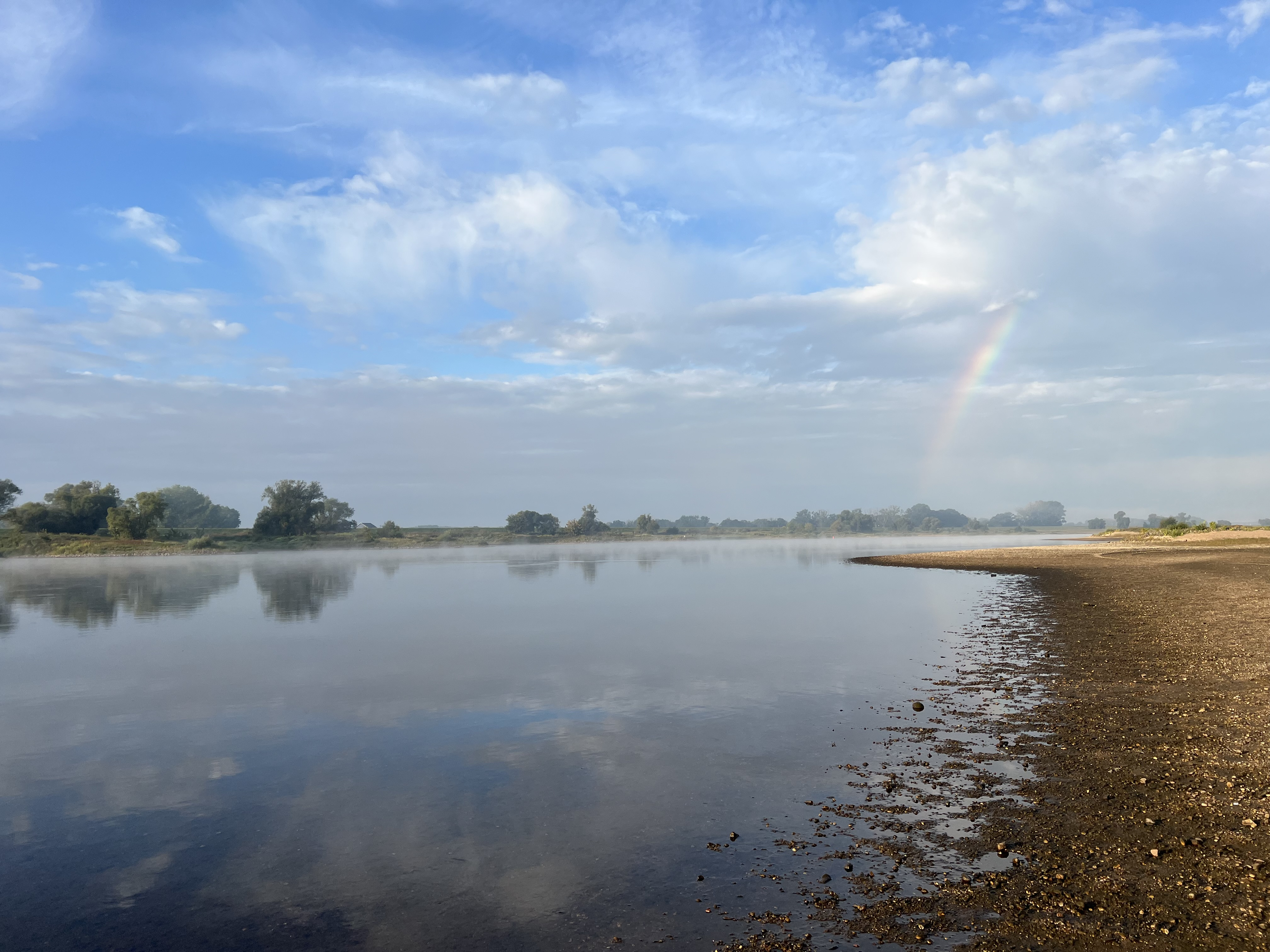
Die Elbe in Angern

Bei den Kommunalwahlen am 9. Juni 2024 wurden zwölf Gemeinderäte gewählt. Die Wahlbeteiligung lag bei 71,2 Prozent. Die Sitze verteilen sich auf die einzelnen Parteien und Wählergruppen wie folgt:
| Partei / Liste             | Stimmenanteil | Sitze |
| -------------------------- | ------------- | ----- |
| AfD                        | 17,93 %       | 2     |
| DIE LINKE                  | 2,22 %        | 0     |
| Bürger für Angern (BfA)    | 46,43 %       | 5     |
| Bürger für Mahlwinkel      | 22,70 %       | 3     |
| Blasorchester Angern e. V. | 5,75 %        | 1     |
| Bürger für Wenddorf        | 4,98 %        | 1     |

Am 10. November 2019 wurde Egbert Fitsch mit 80,5 Prozent erneut zum Bürgermeister der Gemeinde Angern gewählt.

### Wappen
Das Wappen wurde am 22. März 2010 durch den Landkreis genehmigt.
Blasonierung: „Geviert von Rot und Silber; Feld 1: auf silbernem Wasser ein silberner Schwan mit ausgebreiteten Schwingen, Feld 2: ein grünes Eichenblatt mit je einer grünen Eichel am Stiel zu beiden Seiten, Feld 3: ein sitzendes rotes Eichhörnchen, an einer in den Vorderpfoten gehaltenen grünen Eichel nagend, Feld 4: ein rechtshalber silberner Mühlstein, anliegend am langen Schenkel eines silbernen Winkelmaßes, der Winkel links und abwärts gekehrt, das Winkelmaß unten besteckt mit 3 gestaffelt steigenden silbernen Ähren am Halm, die untere Ähre mit Blatt.“
Auf seiner konstituierenden Sitzung am 25. Januar 2010 beschloss der Rat der Gemeinde Angern, das Wappen aus Elementen der Wappen der vier Ortsteile zu bilden. Von Angern stammt der Schwan, der infolge seines makellosen Weiß als Symbol des Lichtes gilt. Das Eichhörnchen ist das Maskottchen der Bertinger beim alljährlichen Dorffest und taucht in ihrem Ortswappen auf. Aus dem sogenannten redenden Wappen von Mahlwinkel sind Mühlstein mit Ähren und Winkelmaß entlehnt. Der Ort Wenddorf, der von Eichenbestand umgeben ist, stiftet für das neue Gemeindewappen das Eichenblatt mit zwei Eicheln.
Das Wappen wurde vom Magdeburger Kommunalheraldiker Jörg Mantzsch gestaltet.
Wappen des Ortsteils Angern

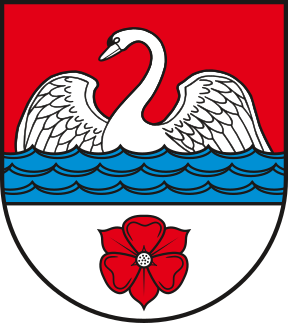
Ortsteil Angern

Das Wappen wurde am 24. April 1996 durch das Regierungspräsidium Magdeburg genehmigt.
Blasonierung: „In Rot über einem silbernen Schildfuß, belegt mit einer roten dreiblättrigen Rose mit roten Kelchblättern und silberner Samenkapsel, auf blauem Wasser ein silberner Schwan.“
Die Flagge ist rot – weiß – rot (1:4:1) gestreift (Querform: Streifen waagerecht verlaufend, Längsform: Streifen senkrecht verlaufend) und mittig mit dem Gemeindewappen belegt.

## Geschichte des Ortsteils Angern
Die Gründung des Ortes ist nicht durch schriftliche Zeugnisse belegt. Die ersten schriftlichen Erwähnungen des Ortes stammen aus dem 14. Jahrhundert. Gleichwohl war die Gegend bereits in der Jungsteinzeit besiedelt, wovon zahlreiche Bodenfunde Zeugnis geben. Erste Siedlungen in der Gegend wurden von den Angeln errichtet.
Für die Jahre ab 1160 ist die Herkunft der Familie von Angern beglaubigt, die ihren Namen von diesem Ort ableitet. So wird ein Theoderich von Angern erwähnt, der mit dem Markgrafen Albrecht dem Bären in die Altmark gekommen sein soll. Der Name eines Heinrich von Angern taucht um 1217 in den schriftlichen Zeugnissen des Klosters Hillersleben auf.
Der Ort Angern gehörte lange zu Streitmasse zwischen den Markgrafen von Brandenburg und dem Erzbistum Magdeburg. Im Jahr 1336 verzichtete Markgraf Ludwig I. von Brandenburg auf mehrere Ortschaften, darunter Angern, das nun nicht mehr zur brandenburgischen Altmark, sondern zum Erzbistum Magdeburg gehörte. Der Streit wurde am 12. November 1449 im Zinnaischen Vergleich zwischen Kurfürst Friedrich II. von Brandenburg, genannt der Eiserne und Friedrich III. Graf von Beichlingen und Erzbischof von Magdeburg beigelegt und die Grenzfestlegung von 1336 bestätigt. Das erzbischöfliche Stift in Magdeburg verzichtete auf die Altmark, sicherte sich jedoch die Ansprüche an einigen Orten, darunter an dem Dorf Angern.
Das Dorf Angern findet bis zur ersten lutherischen Kirchenvisitation 1562 bis 1564 kaum Erwähnung, wenn dann nur im Zusammenhang mit der Burg, bzw. dem Wasserschloss Angern. Die ersten Aufzeichnungen beginnen im Jahr 1558, zu dieser Zeit lebten im Dorf 56 Familien.
Im Dreißigjährigen Krieg wurde das Dorf von durchziehenden Truppen mehrmals stark verwüstet. Von den Kriegsschäden erholte sich der Ort kaum. Im Krieg gegen Frankreich 1806 wurde Angern erst von preußischen schließlich von französischen Truppen heimgesucht. Nach dem Frieden von Tilsit 1807 gehörten fortan alle Gebiete westlich der Elbe zum Königreich Westphalen. Eine Verwaltung nach französischem Vorbild wurde eingerichtet und Angern dem Kanton Rogätz im Elbdepartement zugerechnet. Mit den Reformen der neuen Regierung wurde die Gewerbefreiheit ermöglicht und die Leibeigenschaft der Bauern aufgehoben, die Gewaltenteilung und der Code civil eingeführt.
1887 erhielt Angern einen Bahnanschluss an die Bahnstrecke Magdeburg–Wittenberge. 1907 wurden Straßennamen festgelegt.

## Burg und Schloss

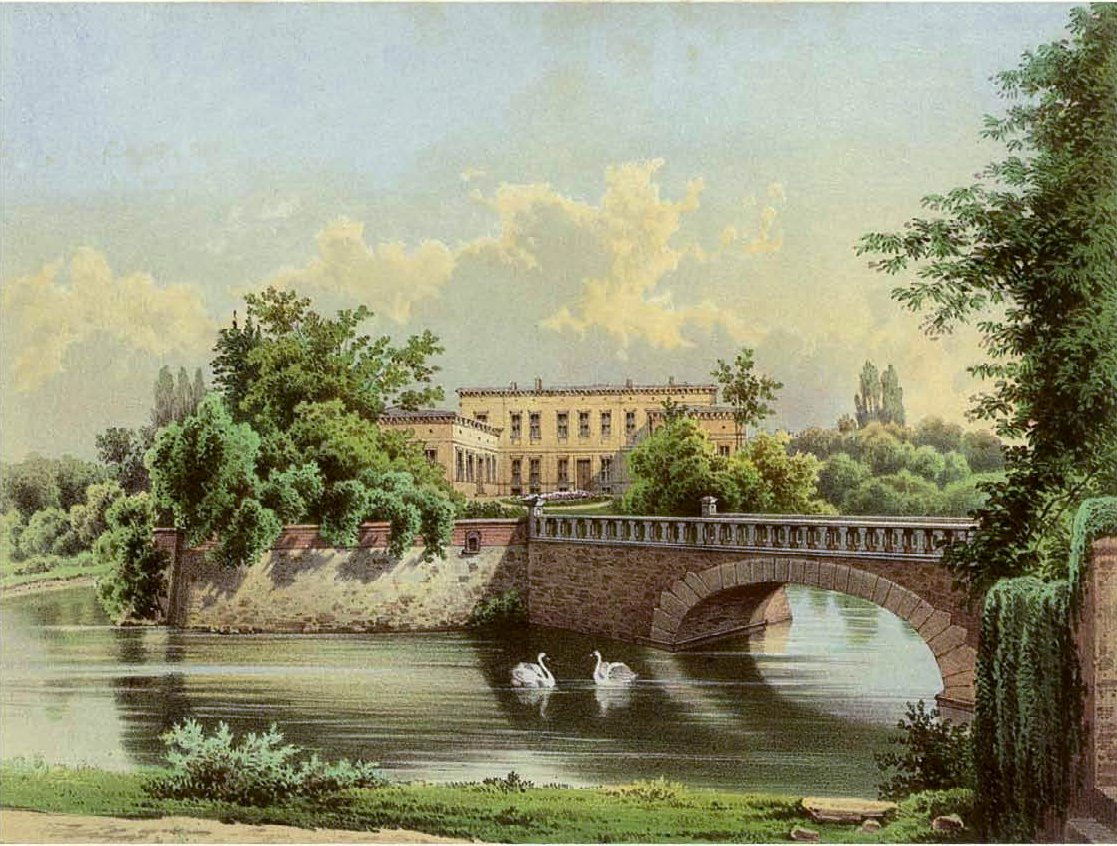
Schloss Angern um 1871/73, Sammlung Alexander Duncker

Bereits 1341 hatte der Magdeburger Erzbischof Otto, Landgraf von Hessen, in Angern eine Burg mit einem künstlichen Wassergraben errichten lassen, von der man annimmt, dass sie auf den Grundmauern eines Vorgängerbaus errichtet wurde.
Die Wasserburg wechselte jedoch mehrmals den Eigentümer. 1343 gehörte sie einem Gerlof von Brunhorcz. Ab 1363 ist Lüdecke von Grieben im Lehnsbesitz der Burg Angern. Er war kein Angehöriger des bedeutenden gleichnamigen Adelsgeschlechts derer von Grieben, sondern ein Vasall derselbigen und hatte, wie damals üblich, deren Namen angenommen. Im Jahr 1370 sind Lüdecke von Grieben und zwei Söhne des Ritters Jakob von Eichendorf mit dem Ort Angern belehnt. Ab 1373 war Ritter Gebhard von Alvensleben, auch von Klötzen genannt, Lehnsherr in Angern. Er machte vor allem durch Raubüberfälle auf Magdeburger Kaufleute von sich reden. Im Jahr 1382 belagerten Magdeburger Bürger Angern, bis Gebhard von Alvensleben ihnen die Burg für 400 Mark Silber abtrat. Der Erzbischof Friedrich II., Graf von Hoym, verlangte das Schloss Angern als altes Lehngut des Erzstiftes von der Stadt zurück. Aber erst 1384 wurde das Schloss Angern von der Stadt Magdeburg an den neuen Erzbischof Albrecht IV. von Brandenburg gegen eine Zahlung von 900 Mark Silber übergeben.
Die Burg war stark beschädigt, sodass der Erzbischof das Haus renovieren lassen musste. In der folgenden Zeit wird das Schloss immer wieder als Pfand veräußert und wechselt somit seine Besitzer. Nach der Renovierung verpfändete der Erzbischof das Haus Angern an Hermann von Standorf, von dem es 1391 wieder eingelöst wurde. 1392 wurde Angern an Henning von Rengerslage verpfändet für einen Betrag von 800 Böhmischen Gulden. Erzbischof Günter II., Graf von Schwarzburg, löste das Haus 1403 von den Gebrüdern Albrecht und Cuno von Rengerslage wieder ein. 1411 ging das Haus als Pfand an Sander von Hemmersdorf (oder Alexander von Hermstorf). Dieser gab das Haus 1424 gegen eine Zahlung von 400 Rheinischen Gulden weiter an Margarethe und Dietrich von Czerwst (auch Diether von Zerbst) und die Gebrüder Ritter Bernhard (auch Barndt) und Werner von der Schulenburg.
1448 wurde das Schloss Angern schließlich an die Gebrüder Busso, Bernd und Matthias (auch Matthies) von der Schulenburg durch einen Lehnbrief des Erzbischofs Friedrich III., Graf von Beichlingen, „zu rechtem männlichen Lehen“ beliehen. Die Familie von Zerbst wurde mit Geld abgefunden und Erzbischof Friedrich III. von Magdeburg wurden größere Summen für seine Bauten Burg Giebichenstein und Schloss Wolmirstedt vorgeschossen.
1567 bildete die „Weiße Linie“ der Schulenburg aus den erzbischöflichen Lehnsgütern Angern, Althansens-Teil und Vergunst ein Fideikommiss. Im Dreißigjährigen Krieg wurde das Gut durch Einquartierungen und Plünderungen anlässlich der Belagerung und Zerstörung von Magdeburg stark in Mitleidenschaft gezogen, das Schloss sowie das gesamte Dorf brannten schließlich ab. Auf dem verwaisten Hof bauten die Schulenburgs zunächst die Wirtschaftsgebäude wieder auf, deren Überreste noch heute sichtbar sind. Außerdem wurde ein kleines, wahrscheinlich quadratisches Wohnhaus, errichtet.
1763 wurde dieses im Auftrag von Christoph Daniel von der Schulenburg (1679–1763), von Friedrich August Fiedler als Wasserschloss zu einer barocken Dreiflügelanlage erweitert. Der Bauherr war in sardinischen Diensten als General der Infanterie zu großem Reichtum gelangt und wählte Angern als seinen Altersruhesitz. Er vereinte 1734 und 1738 durch Ankauf der Anteile von Verwandten wieder alle drei Güter in einer Hand; zusätzlich erwarb er das Vorwerk Ellersell und weitere Güter in Cröchern und Wenddorf. Zu dem Schloss, das auf einer Insel liegt, gehörte ein Lustgarten, der Anfang des 19. Jahrhunderts zu einem Landschaftspark umgestaltet wurde.
Bereits 1753 erhielten die von der Schulenburg-Angern zu Berlin 1753 den preußischen Grafenstand, und zwar für Oberst Alexander Friedrich Christoph von der Schulenburg (1720–1801). Ihm folgte im Besitztum der Landrat Edo Graf von Schulenburg, verheiratet mit Helene von Schöning. Er ließ das Herrenhaus 1843 mit den heutigen Fassaden versehen, im damals beliebten „römischen Villenstil“ mit flachen Dächern und großen Fensterreihen. Im Innern haben sich Teile der barocken Raumausstattung erhalten, so das  barocke Treppenhaus mit Holztäfelung und die Treppe mit Balustergeländer sowie die Rokokostukkaturen im Gartensaal.
Letzter Grundbesitzer bis zur Bodenreform war nach dem Genealogischen Handbuch des Adels Sigurd-Wilhelm von der Schulenburg. Er zog mit seiner Familie dann nach Niedersachsen. Trotz mannigfacher Erbteilungen der Familie von der Schulenburg blieben also Schloss und Grund Angern fast fünfhundert Jahre bis 1947 im Besitz der Familie.
Von 1949 bis 1990 war in dem Schloss eine landwirtschaftliche Berufsschule untergebracht. 1966 wurde ein neuer Ausbildungskomplex anstatt auf dem alten Wirtschaftshof im Park als dreiflügeliger Flachbau errichtet. Nach der Wende stand das Schloss leer und verfiel durch Vandalismus und Hausschwamm.
1997 erwarb Alexander Graf von der Schulenburg das Schloss zurück und sanierte es als Familienwohnsitz. Er betreibt seit 1998 eine ökologische Landwirtschaft. Im Park wurde 2023 das Fächerbeet wiederhergestellt. Dessen Vorbild war das Fächerbeet von Peter Joseph Lenné im Marlygarten des Potsdamer Parks von Sanssouci. Die Planung erfolgte durch den Gartenhistoriker Klaus von Krosigk.
Die in der Gemeinde befindlichen Kulturdenkmale sind in der Liste der Kulturdenkmale in Angern eingetragen, die Bodendenkmale in der Liste der Bodendenkmale in Angern.

## Persönlichkeiten
- Edo Friedrich von der Schulenburg (1816–1904), preußischer Gutsbesitzer, Landrat und Politiker
- Friedrich von der Schulenburg (1769–1821), preußischer Regierungspräsident
- Fritz von der Schulenburg (1843–1921), Landrat in Wolmirstedt, Mitglied des Preußischen Herrenhauses
- Joseph Ferdinand Adolf Achaz von der Schulenburg (1776–1831), preußischer Generalleutnant
- Otto Wilhelm Theodor Werner (1846–1914), deutscher Politiker und Oberbürgermeister

## Verkehr
Der Bahnhof Angern-Rogätz liegt an der Bahnstrecke Magdeburg–Wittenberge und wird von der Linie S 1 (Schönebeck-Salzelmen–Magdeburg–Stendal–Wittenberge) der S-Bahn Mittelelbe im Stundentakt bedient.